# Arpad (Stadt)
Koordinaten: 36° 28′ 12″ N, 37° 6′ 0″ O
Arpad, heute Tell Rifa'at, Tell Erfad; ist eine antike Stadt 30 km nordöstlich von Aleppo in Syrien. Zeitweise war sie Sitz des unabhängigen aramäischen Kleinkönigtums Bit Agusi.

## Geschichte
Das Königreich Bit Agusi, das sich von Aʿzāz im Norden bis nach Hama im Süden erstreckte, wurde im frühen 9. Jahrhundert gegründet.
Im Jahre 805 v. Chr. zog eine assyrische Armee unter dem Kommando von König Adad-nīrārī III. (811–781 v. Chr.) gegen Arpad.
Ein Vertrag zwischen Aššur-nirari V. (755–745) und Mati-Ilu von Arpad ist überliefert. Er enthält ausgedehnte Selbstverfluchungen für den Fall, dass der Herrscher von Arpad den Vertrag nicht einhält. Der Vertrag wurde mit der feierlichen Schlachtung eines Märzlammes bekräftigt, dabei wurde das Schicksal des Lammes magisch mit dem Schicksal des möglicherweise eidbrüchigen Königs verknüpft. „Dieser Kopf ist nicht der Kopf des Frühjahrslammes, sondern der Kopf Matu'ilus sowie der Kopf seiner Söhne … und wie der Kopf des Lammes abgerissen wird, so wird auch der Kopf Matu'ilus und seiner Söhne im Falle eines Eidbruches abgerissen, seine Schultern abgerissen, seine Beine abgerissen und in seinen Mund gelegt …“ Als weitere Bestimmungen enthält der Vertrag die übliche Verpflichtung zur Auslieferung von Überläufern und die Verpflichtung zur Heeresfolge. Der Vertragsabschluss wird durch eine lange Reihe von Götternamen bekräftigt.
Aus Sfireh sind drei Stelen mit einem Vertrag zwischen Bar Ga'yah, dem König von KTK (den manche Forscher (wohl irrtümlich) für den assyrischen turtānu Schamschi-ilu halten) und Arpad überliefert.
Nachdem der Mati'ilu von Assyrien abgefallen war und sich 743 v. Chr. mit den Urartäern verbündet hatte, besiegte die assyrische Armee zunächst Sarduri II. von Urartu bei Samsat. Daraufhin wurde Arpad nach dreijähriger Belagerung von Tiglat-pileser III. eingenommen und zerstört. Danach lebte die Stadt in begrenztem Umfang als Provinzhauptstadt wieder auf, und auch unter den Seleukiden bestand dort eine Siedlung. Während der Grabungskampagnen der Jahre 1956, 1960 und 1964 wurden dort zahlreiche Münzen entdeckt, die aus der Zeit zwischen dem 2. Jahrhundert v. Chr. und dem 4. Jahrhundert n. Chr. stammen. Spätere Funde deuten auf Siedlungsreste der Zeit bis ins 14. Jahrhundert hin.
Der heutige Tell Rifa'at, der größte Siedlungshügel im Gebiet des Jabal Semʻān, erreicht eine Höhe von 8 m.

## Herrscher
Folgende Herrscher lassen sich nach Trevor Bryce feststellen:
- Gusi (ca. 870 v. Chr.)
- Hadram (assyrisch Adramu, Arame), Sohn von Gusi (ca. 860 bis 830 v. Chr.)
- Attar-šumki I., Sohn von Hadram (ca. 830 bis 800 v. Chr.)
- Bar-Hadad, Sohn von Attar-šumki I. (ca. 800 v. Chr.)
- Attar-šumki II., Sohn von Bar-Hadad (erste Hälfte 8. Jahrhundert v. Chr.)
- Mati'ilu (Mati'el), Sohn von Attar-šumki II. (ca. 760–745 v. Chr.)